# GAC-Honda VE-1
Everus VE-1 – elektryczny samochód osobowy typu crossover klasy subkompaktowej produkowany pod chińską marką Everus w latach 2018–2020 oraz przez chińsko-japońskie joint venture GAC Honda jako GAC-Honda VE-1 od 2020 roku.

## Historia i opis modelu

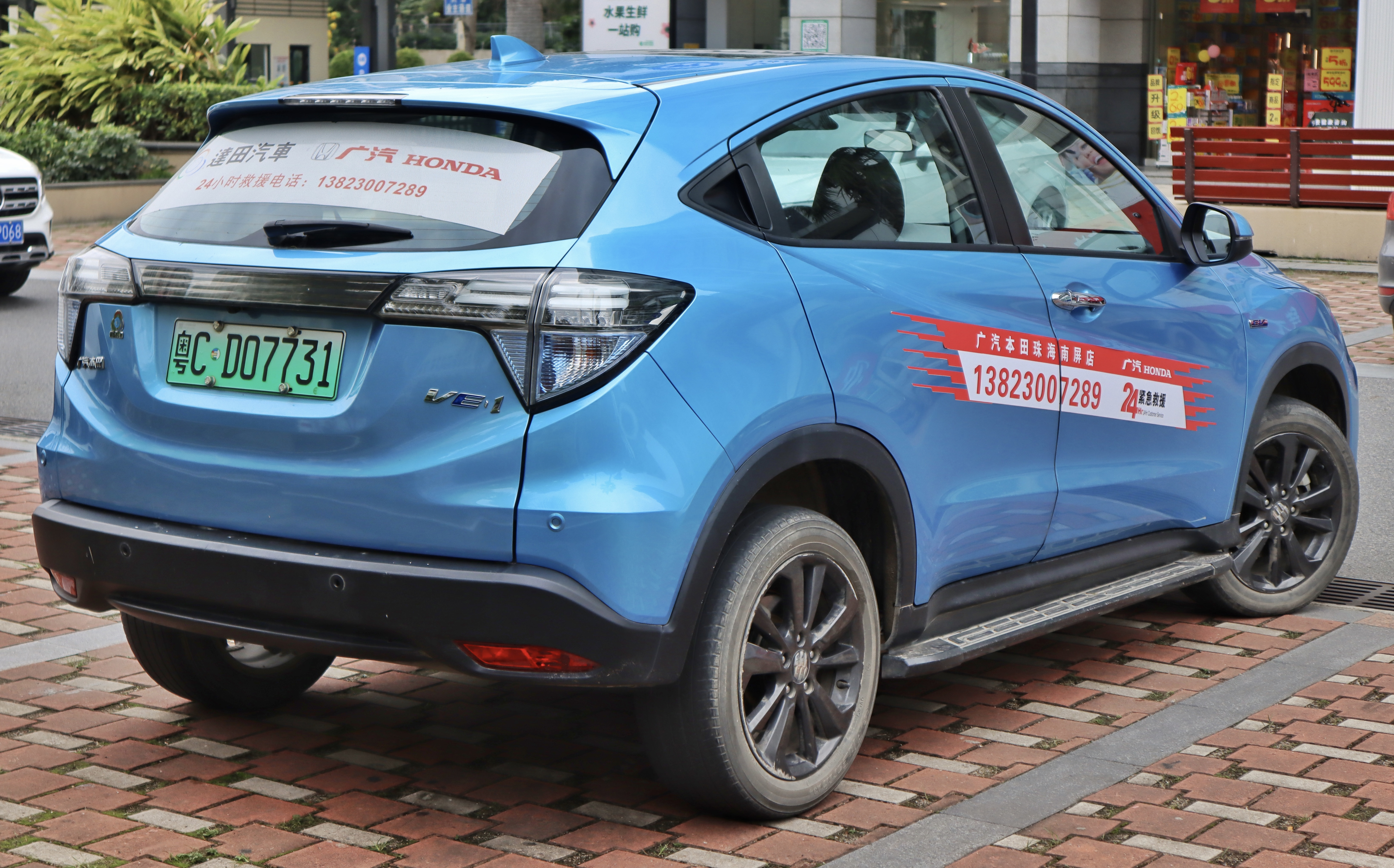
Everus VE-1 - tył

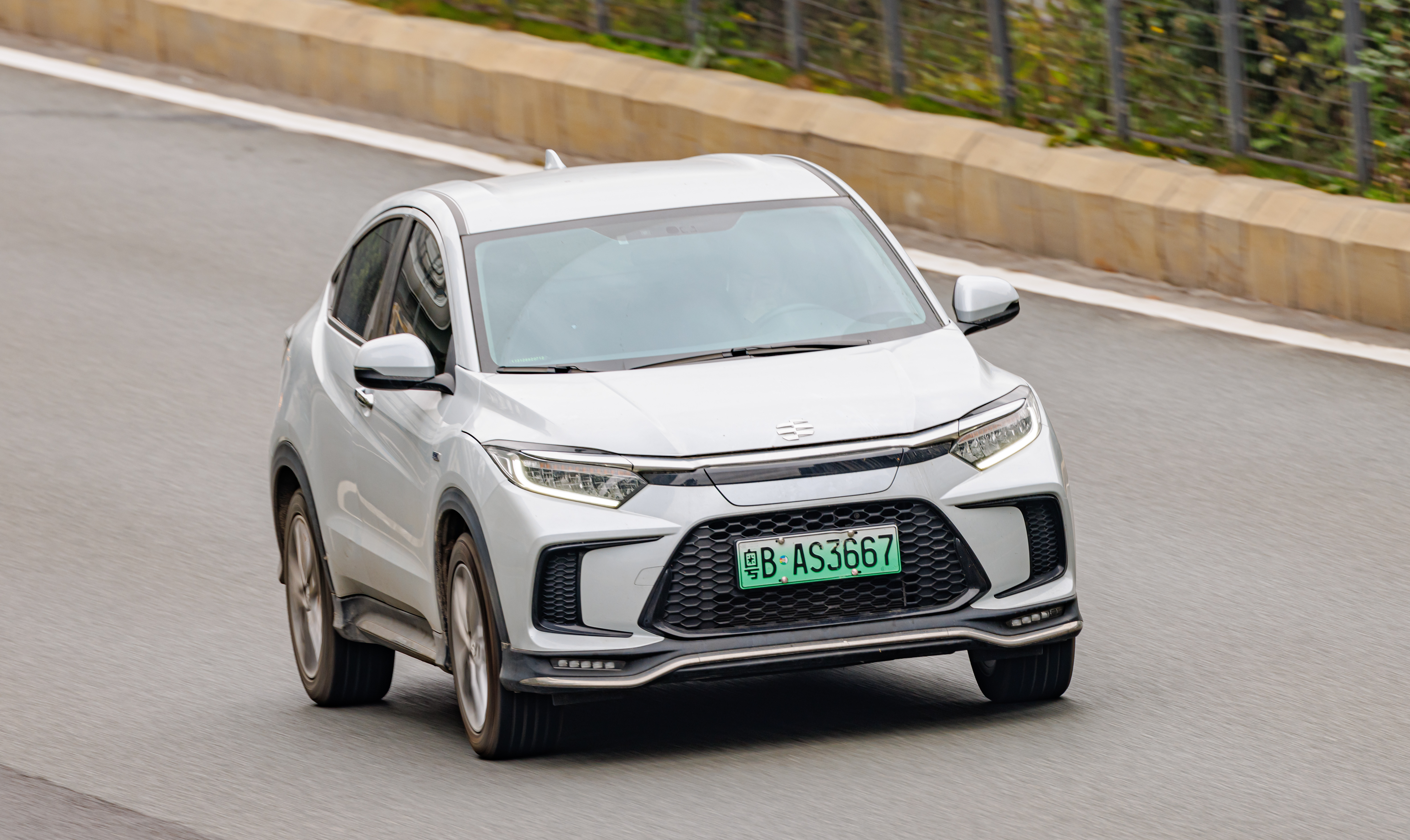
GAC-Honda VE-1 po liftingu

W kwietniu 2018 roku chińsko-japońskie joint venture GAC Honda, w ramach którego dekadę wcześniej utworzono lokalną markę Everus, przedstawiło studyjną zapowiedź pierwszego nowego modelu filii od czasu wycofania z produkcji sedana S1 w 2016 roku. Przy pomocy prototypu Everus EV Concept ogłoszono zarazem zmianę profilu marki, odtąd na zajmującą się produkcją wyłącznie cieszących się w Chinach rosnącą popularnością pojazdów elektryczny.
Seryjny model pod nazwą Everus VE-1 został przedstawiony w listopadzie 2018 roku, przyjmują postać bliźniaczego pojazdu względem oferowanego równolegle w Chinach crossovera Honda Vezel. Od spalinowego odpowiednika VE-1 odróżnia się innym wyglądem pasa przedniego z gniazdkiem ładowania przykrytego dużą klapką między reflektorami i innymi wkładami lamp tylnych. Kabina pasażerska zachowała kosmetyczne różnice wizualne ograniczające się do innego logo na kierownicy i selektora zmiany trybów jazdy w konsoli centralnej.

### Lifting i zmiana nazwy
Samochód przeszedł we wrześniu 2020 kosmetyczną restylizację, która przyniosła przeprojektowani przedni zderzak z większymi imitacjami wlotów powietrza oraz szerszym głównym, umieszczonym w środku. Ponadto zastosowano też nowe wkłady reflektorów wykonane w technologii 100% LED, a w związku z niewielką popularnością marki Everus zdecydowano się ją wycofać z rynku i włączyć elektrycznego crossovera do chińskiej gamy Hondy pod nazwą GAC-Honda VE-1, zachowując dotychczasowe logotypy Everusa.

### Sprzedaż
Everus VE-1 powstał z myślą o produkcji i sprzedaży z przeznaczeniem wyłącznie na wewnętrzny rynek chiński, bez planów eksportowych. W ciągu pierwszego pełnego roku produkcji, w 2019, samochód sprzedał się w półtora tysiąca sztukach, z kolei włączenie go rok później w gamę popularniejszej i lepiej rozpoznawalnej Hondy zwiększyło zainteresowanie klientów zarówno w 2020, jak i w 2021 roku, by później znów systematycznie maleć.

### Dane techniczne
Samochód wyposażono w pełni elektryczny układ napędowy, gdzie silnik rozwinął 163 KM mocy i 280 Nm maksymalnego momentu obrotowego. Akumulator o pojemności 53,6 kWh pozwolił na przejechanie na jednym ładowaniu do 340 kilometrów wegług chińskiego cyklu pomiarowego NEDC